# Elecciones generales de Austria de 2013
Las elecciones generales de Austria de 2013 fueron unas elecciones a escala nacional en este país germano en el año 2013, concretamente el día 29 de septiembre.
Para esta elección, el Partido Socialdemócrata (SPÖ) y el Partido Popular de Austria (ÖVP) propusieron una reducción del número de diputados de 183 a 165 como parte de las medidas de austeridad , pero a pesar del abrumador apoyo de la población austríaca, las propuestas no pasaron en el parlamento.

## Situación política antes de la votación
Durante estos años de crisis mundial, en Europa la preocupación sobre el resurgimiento de partidos extremistas ha crecido bastante, en especial dentro de los marcos de la Unión Europea desde los resultados electorales de Grecia en sus últimas elecciones, el caso de Amanecer Dorado.
A partir de ahí, mucho se ha hablado sobre la repetición de lo ocurrido en la crisis de entre-guerras, cuando los ciudadanos de los países empobrecidos se quedaron sin confianza en las democracias tradicionales y se decantaron por partidos extremistas, tanto ultra-nacionalistas, como el nazi o el fascista italiano, como un creciente peso de los comunistas.
En especial, en Austria se ha seguido con sumo cuidado el surgimiento de nuevos partidos extremistas, en especial al Partido de la Libertad de Austria y al de Unión por el Futuro, aunque finalmente este cayó estrepitosamente en las elecciones. No así con el partido de Heinz-Christian Strache (líder del FPÖ) quien obtuvo para su partido 8 escaños más que en la anteriores elecciones.
Debido a esta situación, la preocupación europea ha ido in crescendo. Aunque afortunadamente para esos previsores, los resultados electorales dan por seguro la renovación del actual presidente, Werner Faymann.

## Visión de conjunto
El gobierno es una gran coalición entre los dos partidos más grandes de Austria, el SPÖ y el ÖVP, que gobiernan con Werner Faymann del SPÖ como Canciller. El apoyo a ambos partidos gobernantes ha disminuido marginalmente desde las elecciones de 2008. El 
Partido de la Libertad (FPÖ) y la Unión para el Futuro de Austria (BZÖ) lograron avances significativos en las elecciones anteriores, pero mientras el FPÖ ganó apoyo después de las elecciones de 2008, el BZÖ se redujo tras la muerte de su fundador Jörg Haider, hacia el liberalismo. Además, nueve de los 21 miembros elegidos del BZÖ al Consejo Nacional cambiaron su afiliación partidaria durante el período: cinco miembros se unieron al Equipo Stronach, mientras que cuatro se unieron al FPÖ. El equipo Stronach, financiado por el empresario austríaco-canadiense Frank Stronach, ha surgido como una alternativa anti-euro y finalmente comenzó a dañar la posición del FPÖ en las encuestas. Los Verdes han consolidado su posición como el cuarto partido más grande en encuestas de opinión.

## Partidos
En estas elecciones generales austriacas se presentaron los partidos:
- Partido Socialdemócrata (de ideología de centroizquierda)
- Partido de la Libertad (de Extrema Derecha)
- Los Verdes (de ideología "alternativa")
- Unión por el Futuro (de ideología liberal-conservadora)
- Partido Popular (de ideología democristiana)

Así mismo también se presentaron otros partidos minoritarios, o que no habían conseguido escaños en las anteriores elecciones:
- Team Stronach (candidatura de un multimillonario excéntrico)
- NEOS - La nueva Austria (nuevo partido, al estilo de  Centro Democrático Liberal, anteriormente conocido como "LIF", en español: Foro Liberal "FL")
- Partido Comunista (ideología comunista)

De estos tres partidos, los dos primeros consiguieron escaños en el Parlamento austriaco, en contraposición al partido de Unión por el Futuro, el cual se quedó a escasas décimas del mínimo legal para conseguir escaños.

### Coalición para el Gobierno
Para formar el gobierno, se cree que se volverá a hacer una coalición de gobierno entre los Socialdemócratas y los Populares.
Aunque los dos partidos han perdido escaños y varios porcentajes de votos, los escaños que tendrían entre los dos les valdría para mantener una mayoría en el Parlamento austriaco, ya que poseerían 96 escaños, siendo 92 los necesarios para la mayoría. No en vano son la 1ª y la 2ª Fuerza del Parlamento de Austria.

### Siguientes fuerzas
Como 3ª Fuerza en el Parlamento quedan los extremistas del Partido de la Libertad. Hecho preocupante para el resto de democracias de la Unión Europea.
Las siguientes fuerzas serán:
4ª Fuerza: Los Verdes, con 22 escaños apenas han avanzado en intención de voto, tan solo 2 escaños más.
5ª Fuerza: Team Stronach, con 11 votos tienen un gran comienzo para su primera presentación a las elecciones generales, aparte de que es una candidatura que se podría considerar "excéntrica". Entre sus promesas está regresar al chelín, ya que para ellos el Euro es un error, y ha de terminar cuanto antes.
6ª Fuerza: NEOS - La nueva Austria, un partido también nuevo, aunque surgido de una escisión con el Foro Liberal. Con una ideología transversalista.

#### Declaraciones de Strache
Con el auge de su partido, el líder del Partido de la Libertad, Heinz-Christian Strache, se animó a dar una declaraciones sobre la visión de su partido en el marco político austriaco:

"Hoy, hay tres partidos establecidos en Austria y el SPÖ no puede seguir pretendiendo dominar"
Declaraciones del dirigente del FPÖ, en la sede de su partido en Viena.

"No podemos (los austriacos) formar una coalición de perdedores, ¡no pueden seguir excluyéndonos!"
En referencia al SPÖ, quienes son los que descartan categóricamente hacer coalición con el FPÖ

## Encuestas
| Agencia/Encuestadora | Fecha      |     |     |     |     |    |      | NEOS |      | KPÖ  | Others |
| --- | ---------- | --- | --- | --- | --- | -- | ---- | ---- | ---- | ---- | ------ |
| Gallup/Neos.eu (enlace roto disponible en Internet Archive; véase el historial, la primera versión y la última).         | 2013-09-23 | 27% | 23% | 21% | 14% | 6% | 3%   | 4%   | 1%   | 1%   | -      |
| OGM/Kurier | 2013-09-21 | 27% | 22% | 21% | 14% | 6% | 4%   | 4%   | 1%   | 1%   | -      |
| Market/Der Standard | 2013-09-20 | 26% | 23% | 19% | 15% | 7% | 4%   | 3%   | 1%   | 1%   | 1%     |
| Gallup/Österreich | 2013-09-20 | 27% | 23% | 20% | 14% | 7% | 2.5% | 3.5% | 1%   | 1%   | 1%     |
| Karmasin/Heute (enlace roto disponible en Internet Archive; véase el historial, la primera versión y la última).         | 2013-09-20 | 27% | 23% | 21% | 14% | 7% | 2%   | 3%   | 1.5% | 1.5% | -      |
| Hajek/ATV | 2013-09-19 | 27% | 23% | 20% | 15% | 7% | 3%   | 3%   | 1%   | 1%   | 1%     |
| Meinunungsraum/Neos.eu (enlace roto disponible en Internet Archive; véase el historial, la primera versión y la última). | 2013-09-19 | 28% | 24% | 19% | 15% | 7% | 2%   | 4%   | -    | -    | 1%     |
| Market/Standard | 2013-09-15 | 26% | 22% | 20% | 15% | 9% | 3%   | 2%   | 1%   | 1%   | 1%     |
| Spectra/Oberösterreichische Nachrichten                                                                                  | 2013-09-14 | 26% | 23% | 20% | 13% | 9% | 4%   | 1.5% | -    | -    | 3.5%   |
| Karmasin/Profil | 2013-09-14 | 28% | 25% | 20% | 15% | 6% | 2%   | 3%   | -    | -    | 1%     |
| Gallup/Österreich (enlace roto disponible en Internet Archive; véase el historial, la primera versión y la última).      | 2013-09-13 | 28% | 25% | 20% | 15% | 7% | 1%   | 3%   | 1%   | -    | -      |
| Gallup/Österreich | 2013-09-06 | 28% | 24% | 19% | 15% | 8% | 2%   | 2%   | 1%   | 1%   | -      |
| OGM/Kurier | 2013-08-31 | 27% | 24% | 20% | 15% | 7% | 3%   | 2%   | 1%   | -    | 1%     |
| Karmasin/Profil | 2013-08-31 | 28% | 24% | 20% | 15% | 7% | 2%   | 1%   | -    | -    | 3%     |
| Market/Standard (enlace roto disponible en Internet Archive; véase el historial, la primera versión y la última).        | 2013-08-30 | 26% | 22% | 19% | 16% | 9% | 3%   | 2%   | 1%   | 1%   | 1%     |
| Gallup/Österreich Archivado el 19 de marzo de 2019 en Wayback Machine.                                                   | 2013-08-30 | 28% | 23% | 19% | 15% | 9% | 2%   | 2%   | 1%   | 1%   | -      |
| Meinungsraum/NEWS Archivado el 19 de marzo de 2019 en Wayback Machine.                                                   | 2013-08-29 | 27% | 24% | 19% | 14% | 8% | 2%   | 3%   | 2%   | -    | 1%     |
| Spectra/Vorarlberger Nachrichten                                                                                         | 2013-08-24 | 27% | 25% | 19% | 14% | 7% | 3%   | -    | -    | -    | 5%     |
| Gallup/Österreich Archivado el 13 de diciembre de 2018 en Wayback Machine.                                               | 2013-08-23 | 28% | 24% | 18% | 15% | 9% | 2%   | 2%   | 1%   | 1%   | -      |
| Karmasin/Heute Archivado el 24 de septiembre de 2015 en Wayback Machine.                                                 | 2013-08-23 | 28% | 25% | 20% | 15% | 7% | 1%   | 2%   | 1%   | 1%   | -      |
| Market/Standard | 2013-08-15 | 26% | 24% | 18% | 15% | 9% | 3%   | 2%   | 1%   | 1%   | 1%     |
| IMAS/Kronen Zeitung | 2013-08-10 | 27% | 25% | 20% | 13% | 9% | 3%   | -    | -    | -    | 3%     |
| Karmasin/Profil | 2013-08-10 | 28% | 25% | 18% | 16% | 7% | 3%   | -    | -    | -    | 3%     |
| Gallup/Österreich Archivado el 19 de marzo de 2019 en Wayback Machine.                                                   | 2013-08-09 | 28% | 25% | 17% | 16% | 8% | 2%   | 2%   | 1%   | 1%   | -      |
| Meinungsraum/Neos.eu | 2013-08-08 | 26% | 24% | 20% | 13% | 9% | 2%   | 3%   | 2%   | 1%   | -      |

## Candidatos
| Candidato | Candidato | Candidato                                                                 | Partido | Ideología principal |
| --------- | --------- | ------------------------------------------------------------------------- | ------- | --- |
|           |           | Werner Faymann                                                            |         | De ideología socialdemócrata, homologable al centroizquierda europeo, quiere mantener a su partido en el gobierno frente a las nuevas corriente políticas que se están dando en Austria. Propugnan por un capitalismo domado y rendido ante los intereses de las mayorías sin llegar a negarlo ni a anularlo, sino pretende la armonización de ambos elementos. |
|           |           | Michael Spindelegger                                                      |         | De ideología democristiana, entendible como el centroderecha, prefiere mantener la coalición con los socialdemócratas para así enfrentar las retóricas incendiarias de formaciones neofascistas como el ultraderechista Partido de la Libertad. |
|           |           | Heinz-Christian Strache                                                   |         | Partido identitario austriaco, defiende la cultura tradicional austriaca, completamente opuesto a los lobbies de poder de la UE. |
|           |           | Eva Glawischnig-Piesczek                                                  |         | Representa los ideales de su partido, el ecologismo. Su partido quiere sostener a Austria en un "desarrollo sostenible". |
|           |           | Frank Stronach                                                            |         | Con discursos tildados de "euroescepticos" y populistas se presenta como una alternativa a los corruptos partidos tradicionales. |
|           |           | Matthias Strolz                                                           |         | Se presentaron como un partido nuevo "con el que Austria pueda enfrentar al futuro". |
|           |           | Josef Bucher                                                              |         | Mantuvo un discurso parecido a los anteriores de su partido. Consiguiendo resultados muy distintos. |
|           |           | Mirko Messner                                                             |         | Habiendo conseguido éxitos relativamente recientes (en 2006) tenían esperanzas puestas en estas elecciones generales, pero no llegaron al Parlamento con su discurso. |
|           |           | Rudolf Gehring                                                            |         | Con el discurso propio de su partido desde siempre. |
|           |           | Florian Salmhofer, Wolfgang Panhuber, Peter Grassberger y Albert Gugerell |         | Discurso típico del Partido Pirata, con la única diferencia de ser una división regional. |

## Resultados

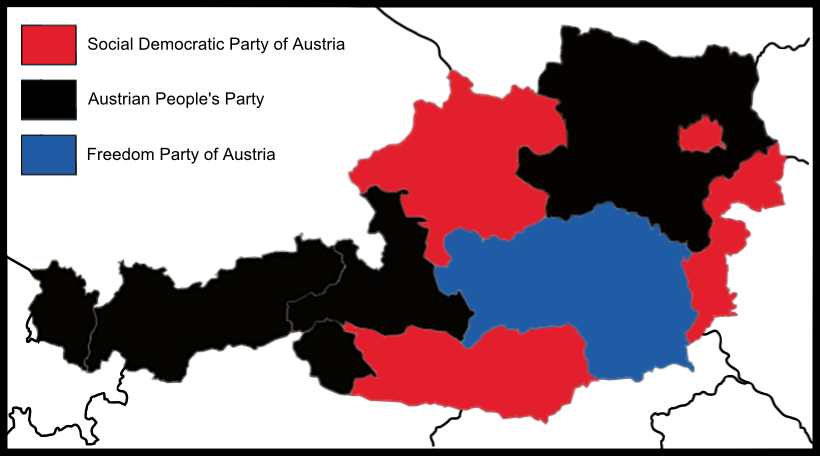
Resultado de la elección por estados.

| Partido                         | Partido                                      | Votos     | %     | +/-   | Escaños | +/-   |
| ------------------------------- | -------------------------------------------- | --------- | ----- | ----- | ------- | ----- |
|                                 | Partido Socialdemócrata de Austria (SPÖ)     | 1 258 605 | 26,82 | -2,44 | 52      | -5    |
|                                 | Partido Popular Austríaco (ÖVP)              | 1 125 876 | 23,99 | -1,99 | 47      | -4    |
|                                 | Partido de la Libertad de Austria (FPÖ)      | 962 313   | 20,51 | +2,97 | 40      | +6    |
|                                 | Los Verdes-La Alternativa Verde (Die Grüne)  | 582 657   | 12,42 | +1,99 | 24      | +4    |
|                                 | Team Stronach (TS)                           | 268 679   | 5,73  | Nuevo | 11      | Nuevo |
|                                 | NEOS-El Nuevo Foro Liberal de Austria (NEOS) | 232 946   | 4,96  | Nuevo | 9       | Nuevo |
|                                 | Unión por el Futuro de Austria (BZÖ)         | 165 746   | 3,53  | -7,17 | 0       | -21   |
| TOTAL (participation : 74,91 %) | TOTAL (participation : 74,91 %)              | 6 384 308 |       | N/A   | 183     | -     |